# Fil·losilicat

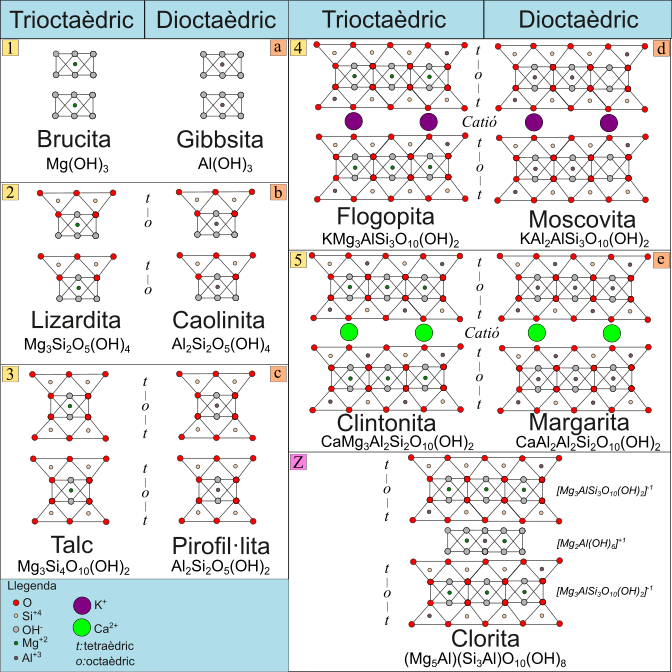
Diferents minerals fil·losilicats

Els fil·losilicats són una subclasse dels silicats que inclouen minerals comuns en ambients molt diversos i que presenten, com característica comuna, un hàbit cristal·lí foliós o esquamós derivat de l'existència d'una exfoliació mineral basal perfecta. Això és conseqüència de la presència en la seva estructura de capes de tetraedres de dimensionalitat infinita en dues direccions de l'espai.
Són en general molt tous i de pes específic baix. Alguns d'ells tenen gran interès econòmic.

## Tipus
- Grup de la serpentina
  - Antigorita - Mg₃Si₂O₅(OH)₄
  - Crisotil - Mg₃Si₂O₅(OH)₄
  - Lizardita - Mg₃Si₂O₅(OH)₄
- Grup de l'argila
  - Caolinita - Al₂Si₂O₅(OH)₄
  - Il·lita - (K,H₃O)(Al,Mg,Fe)₂(Si,Al)₄O10[(OH)₂,(H₂O)]
  - Esmectita -
  - Montmoril·lonita - (Na,Ca)0.33(Al,Mg)₂(Si₄O10)(OH)₂·nH₂O
  - Vermiculita - (MgFe,Al)₃(Al,Si)₄O10(OH)₂·4H₂O
  - Talc - Mg₃Si₄O10(OH)₂
  - Pirofil·lita - Al₂Si₄O10(OH)₂
- Grup de la mica
  - Biotita - K(Mg,Fe)₃(AlSi₃O10)(OH)₂
  - Moscovita - KAl₂(AlSi₃O10)(OH)₂
  - Flogopita - KMg₃Si₄O10(OH)₂
  - Lepidolita - K(Li,Al)2-3(AlSi₃O10)(OH)₂
  - Margarita - CaAl₂(Al₂Si₂O10)(OH)₂
  - Glauconita - (K,Na)(Al,Mg,Fe)₂(Si,Al)₄O10(OH)₂
- Grup de la clorita
  - Clorita - (Mg,Fe)₃(Si,Al)₄O10(OH)₂•(Mg,Fe)₃(OH)₆